# Marieles
Marieles es un despoblado español del municipio de Samboal, perteneciente a la provincia de Segovia, en la comunidad autónoma de Castilla y León.

## Historia
Hacia mediados del siglo XIX, el lugar, por entonces perteneciente al ayuntamiento de Narros, estaba ya despoblado. Aparece descrito en el undécimo volumen del Diccionario geográfico-estadístico-histórico de España y sus posesiones de Ultramar de Pascual Madoz con las siguientes palabras:

MARIELES: desp. en la prov. de Segovia, part. jud. de Cuellar, térm. jurisd. de Naharros.
(Madoz, 1848, p. 232)